# Liraël
Liraël (titre original : Lirael: Daughter of the Clayr) est un roman de fantasy de l'écrivain australien Garth Nix publié en Australie en 2001 et en France en 2004. C'est le deuxième roman de la série L'Ancien Royaume (The Old Kingdom) qui en compte six (dont seuls trois ont été traduits en français).

## Synopsis
Liraël est une fille des Clayr, mais elle n'a pas la Vue. Dans sa quête pour la trouver, avec son fidèle compagnon le Chien Disreputable, elle doit affronter un mal aussi vieux que la terre elle-même. Entre-temps, Prince Sameth poursuit son ami Nicolas, qui, sous l'influence d'un nécromancien, est en train de déterrer quelque chose de terrible. Quand ils se rencontrent, Liraël et Sameth découvrent leur véritable héritage...